# Xana
Die Xana ist eine mythische Figur aus den Bergen Nordspaniens und hauptsächlich in Asturien beheimatet. Der asturische Name Xana wird von manchen Etymologen als Ableitung vom  römischen Götternamen Diana gesehen. In Toponymen (Ortsnamenskunde) wird der Name noch manchmal erkannt.

## Mythologie
Die Xana erscheint als schöne junge Frau, die morgens aus einer Gebirgshöhle kommend zu ihrer Quelle wandert, um sich im eiskalten Wasser zu baden. Nach mündlicher Überlieferung aus den Picos de Europa gehen Wünsche, die in diesen Moment an ihr Ohr dringen, in Erfüllung. Auch ein Fluch, den sie während des Bades vernimmt, wird Wirklichkeit. Das Bewachen von Schätzen ist eine Hauptaufgabe der Xanas, doch können sie dabei überrascht und erkannt werden.
Da die Xanas (MZ asturisch: Les Xanes) keine Muttermilch haben, vertauschen sie ihre Babys mit Menschenkindern, ohne dass die Mütter dies merken. Nur durch das Stapeln von Eierschalen neben dem Herdfeuer verraten sich die ausgetauschten Wechselbälger selbst, weil sie dann überrascht rufen: „Vor hundert Jahren wurde ich geboren, aber so viele Eierschalen beim Feuer habe ich noch nie gesehen!“.
Die Xanas können bis zu den Wiesen und Weiden der Menschen wandern, um dort zu stehlen, hauptsächlich Lebensmittel. Sie entwenden die Pferde von den Koppeln und reiten sie bis zur Erschöpfung, um sie abgekämpft, aber unversehrt, wieder zurückzuführen.
Die gesamte Überlieferung kennzeichnet die Xanas als Überbleibsel einer heidnischen Religion, heute siedelt man sie meist in der asturisch-keltischen Mythologie an.